# Страуд
Страуд (англ. Stroud) — город в графстве Глостершир (Юго-Западная Англия), административный центр района Страуд. 
Население — 47 348 человек по данным переписи 2001 года.

## Города-партнёры
- Франция Сен-Исмер
- США Страуд (Оклахома)
- Австралия Страуд (Новый Южный Уэльс)
- Германия Дудерштадт